# Respiration orale
Vous pouvez aider à l'améliorer ou bien discuter des problèmes sur sa page de discussion.
- Il ne cite pas suffisamment ses sources. Vous pouvez indiquer les passages à sourcer avec {{référence nécessaire}} ou {{Référence souhaitée}}, et inclure les références utiles en les liant aux notes de bas de page. (Marqué depuis avril 2023)
- La traduction doit être revue. Le contenu est difficilement compréhensible à cause d’erreurs de traduction, peut-être dues à l’utilisation d’un logiciel de traduction automatique. (Marqué depuis avril 2023)

- Archive Wikiwix
- Bing
- Cairn
- DuckDuckGo
- E. Universalis
- Gallica
- Google
- G. Books
- G. News
- G. Scholar
- Persée
- Qwant
- (zh) Baidu
- (ru) Yandex
- (wd) trouver des œuvres sur Wikidata

Le terme de respiration orale ou respiration buccale traduit le fait d'inspirer et d'expirer par la bouche.
Un individu en bonne santé respire normalement par le nez quand il se repose ou fait des exercices physiques légers, et respire simultanément par le nez et la bouche lors d'exercices plus vigoureux, afin de fournir suffisamment d'oxygène à son organisme.
Une respiration orale excessive est problématique car l'air n'est pas filtré et n'est pas chauffé autant que lors d’une respiration nasale, du fait qu'il ne passe pas par les sinus paranasaux et le canal nasal, de plus cette respiration dessèche la bouche.
La respiration orale est souvent associée à une congestion, une obstruction ou à d'autres anomalies de la région respiratoire supérieure. Elle est une cause de comorbidités importantes via l'asthme, l'obésité, le ronflement, la mauvaise haleine, les allergies et l'apnée obstructive du sommeil ; en effet, le fait d'être atteint d'un de ces troubles augmente significativement le risque d'être atteint d'un autre, dans ce cas d’être plus sujet à une respiration orale.
La respiration orale passe le plus souvent inaperçue et n'est pas diagnostiquée ou trop tardivement.
La respiration orale, comparée à la respiration nasale, entraîne une réduction du volume pulmonaire, une projection de la tête vers l'avant,. Avec une association entre la projection de la tête vers l'avant et la réduction de la capacité vitale. Une augmentation de lordose lombaire et de cyphose a été rapportée chez les sujets respirant par voie buccale.

## Aperçu

### Exercer
Une étude de 2018 suggère que la respiration nasale offre un avantage plus grand sur la respiration de la bouche pendant l'exercice. Respirez fortement par la bouche au lieu du nez tout en faisant une formation d'intensité élevée entraînera une perte excessive de CO2, ce qui est nécessaire pour maintenir nos cellules oxygéné.

### Covid-19 Études
- La pertinence de son contenu est remise en cause. Considérez-le avec précaution. (Marqué depuis avril 2023)

À compter du 2020 avril, des études et des essais sont en cours qui examinent les avantages éventuels de l'oxyde nitrique dans le traitement de Covid-19,,. Cette recherche repose sur le fait que l'oxyde nitrique a été étudié comme une thérapie expérimentale pour le SRAS. Brian Strickland, MD, un fellulaire de médecine sauvage de Massachusetts General Hospital qui étudie «une détresse respiratoire aiguë» dans les hautes altitudes, applique cette recherche en direction de Covid-19,. Il est actuellement impliqué dans des essais cliniques qui appliquent l'utilisation de l'oxyde nitrique inhalé comme traitement de Covid-19.